# Arne Selmosson
Arne Bengt Selmosson (Götene, 29 marzo 1931 – Stoccolma, 22 febbraio 2002) è stato un calciatore svedese, di ruolo attaccante.

## Biografia
Nel 1955 la popolarità di Selmosson era tale che il suo soprannome Raggio di Luna dette il titolo a una rivista di Garinei e Giovannini, La padrona di Raggio di Luna, interpretata da Delia Scala. In realtà l'episodio che dette lo spunto ai due autori per la rivista vide protagonista il presidente del Palermo principe Raimondo Lanza di Trabia, che lasciò in eredità alla moglie, Olga Villi, il cartellino di un calciatore, l'argentino Enrique Martegani.

## Carriera

### Club
Selmosson arrivò in Italia nel 1952, acquistato dall'allora Presidente dell'Udinese Dino Bruseschi, ma non poté essere schierato subito a causa di un decreto del Presidente del Consiglio che impediva l'impiego di giocatori stranieri. Selmosson rimase inattivo per un anno. In coppia con l'altro bomber Lorenzo Bettini, Selmosson fu protagonista, con 34 presenze e 14 reti, dell'Udinese 1954-1955 che si piazzò al secondo posto alle spalle del Milan.
Il fantasista svedese lasciò il Friuli l'anno dopo, per vestire la maglia della Lazio, dove collezionò 101 presenze e 31 reti in campionato. Dopo tre stagioni in maglia biancoceleste, passò sull'altra sponda del Tevere, alla Roma, per 135 milioni di lire. Con la maglia giallorossa giocò per altre tre stagioni, collezionando 87 presenze e segnando 30 reti.
Fu il primo giocatore ad aver segnato nel derby di Roma sia per la Lazio che per la Roma, imitato il 29 settembre 2018 da Aleksandar Kolarov ed il 26 settembre 2021 da Pedro.
Successivamente tornò all'Udinese, dove giocò ancora tre campionati, prima di chiudere la sua carriera con i friulani in Serie B, nel 1964.

### Nazionale
Con la Nazionale svedese fu vicecampione del mondo nel 1958.

## Palmarès

### Club
- Coppa delle Fiere: 1

Roma: 1960-1961